# Arash AF-8
L'Arash AF-8 è una vettura realizzata dalla Arash Cars nel 2014.

## Sviluppo
La AF-8 presentata al salone dell'automobile di Ginevra del 2014 si pone come erede della precedente AF-10 realizzata nel 2010.

## Tecnica
Per la vettura la casa dichiarava di utilizzare come propulsore un GM V8 7.0 dalla potenza di 550 CV con 640 Nm di coppia gestito da un cambio manuale a sei rapporti. L'accelerazione da 0 a 100 km/h era dichiarata in 3,5 secondi, con una velocità massima di 322 km/h. L'impianto frenante era formato da freni a disco ventilati dalla misura di 380 mm all'anteriore e da 362 mm al posteriore, rispettivamente con sei e quattro pistoncini. La carrozzeria era realizzata usufruendo di pannelli di fibra di carbonio mentre i fari anteriori adottavano la tecnologia bi-xeno con luci diurne a LED. Le sospensioni, in tutte le sezioni, erano a doppio braccio e il sistema di scarico era costruito sfruttando il titanio. Gli pneumatici montati sulla vettura erano Michelin Pilot Cup 2 che avvolgevano cerchi in lega da 19" nella sezione anteriore e da 20" in quella posteriore.